# Chiesa di Sancta Maria ad Templum
La ex chiesa di Sancta Maria ad Templum è situata nella frazione di Villa Fontane del comune di Valentano.
Secondo alcuni atti del processo ai templari nel patrimonio di San Pietro in Tuscia, durante la fase dell'istruttoria, alla porta di questa chiesa sarebbero stati affissi vari avvisi di citazione.
Alla soppressione dell'ordine, avvenuta nel 1312, la chiesa passò, come gli altri beni del tempio, ai cavalieri ospitalieri di san Giovanni di Gerusalemme.
La ex chiesa, oggi proprietà privata, versa in uno stato fatiscente ed è stata adibita a magazzino. In essa fu rinvenuto un affresco del XV sec. attribuito a scuola umbro-senese, che venne staccato nel 1987 e ricollocato nella biblioteca civica del comune di Valentano.